# Gottfried-Benn-Gesellschaft
Die Gottfried-Benn-Gesellschaft wurde 1998 in Bremen gegründet u. a. von Joachim Dyck und Werner Rübe, die beide als Benn-Forscher und Benn-Biographen tätig waren. Als Mitglied der ALG (Arbeitsgemeinschaft literarischer Gesellschaften und Gedenkstätten) pflegt die Benn-Gesellschaft Kooperationen mit anderen literarischen Gesellschaften.

## Aufgabe
Die Gesellschaft setzt sich dafür ein, das Werk des Dichters Gottfried Benn zu fördern und international bekannt zu machen, um neue Leserkreise für einen der bedeutenden deutschen Lyriker des 20. Jahrhunderts zu gewinnen. Die Gesellschaft bündelt Äußerungen zu Benn, seinem Leben und Werk, darunter Lyrik, Essays, Vorträge, Radiobeiträge, Prosatexte und Briefe, um sie Wissenschaftlern und Benn-Freunden zugänglich zu machen.
Neben der Erforschung historischer und literarischer Einflüsse und Beziehungen des Dichters legt die Gesellschaft auch Wert darauf, sich mit den kontroversen Aspekten von Benns Vergangenheit auseinanderzusetzen. Trotz seiner anfänglichen Unterstützung des nationalsozialistischen Regimes erkannte Benn nach Meinung der Gesellschaft jedoch bald seinen „Irrtum“ und entwickelte sich zu einem scharfen Kritiker totalitärer Regime.
Die Gesellschaft ist Herausgeber des Benn Forums, einer wissenschaftlichen Anthologie zu Leben und Werk Gottfried Benns sowie zum literarischen Kontext seiner Zeit. Das Benn Forum erscheint im Zweijahresrhythmus. Außerdem veröffentlicht die Benn-Gesellschaft ein Mitteilungsheft, das oft mehrmals im Jahr erscheint, organisiert wissenschaftliche Kongresse und Tagungen und ermöglicht Mitgliedern und Freunden einen regen Gedankenaustausch an Orten von Bedeutung für das Leben Gottfried Benns bzw. die im Kontext der Ziele der Gesellschaft stehen.